# 矢崎博信
矢崎 博信（やざき ひろのぶ、1914年〈大正3年〉11月9日 - 1944年〈昭和19年〉2月17日）は、長野県茅野市出身の洋画家。
「日本のシュルレアリスムの先駆者」とも評される画家。代表作に「高原の幻影」等がある。

## 生いたち
長野県諏訪郡永明村（現・茅野市）出身。父源蔵と母とらの　の長男として生まれる。実家は「信厚館」という生糸の製糸工業を経営していたが博信が子供の頃に倒産している。父矢崎源蔵は郷土史研究家、河合曾良研究者として知られていた（「信州文壇」1932年（昭和7年） - 1941年（昭和16年）という信州文壇社発行の雑誌に記事を連載していた）。

## 芸術との出会い
1921年（大正10年）永明村立永明尋常高等小学校（現・茅野市立永明小学校・茅野市立永明中学校）入学、この頃矢崎家に下宿していた担任の絵画教師、清澤の影響を受ける。
1928年（昭和3年）長野県諏訪中学校（現・長野県諏訪清陵高等学校）入学。絵画部顧問であった洋画家高橋貞一郎から洋画を学ぶ。
1932年信陽社主催、郷土絵画展覧会に、「線路付近」「信濃境風景」を出品、銅賞を受賞。審査員の中川紀元、清水多嘉示に、「中学生であるが、精密な技巧と自然な観察がいい」と評される。
1933年（昭和8年）上京、帝国美術学校（現・武蔵野美術大学）西洋画科に入学。設立者金原省吾と名取堯、講師陣に清水多嘉示や高畠達四郎がいた。金原、名取、清水が長野県出身だったので信州人の学校とも言われていた。
（創立者兼初代校長は思想家、評論家、で後に政治家・衆議院議員へ転身する北昤吉である。）
第1回白雲美術試作展覧会に「農村スケッチ」「岡谷風景」等計9点を出品。

## シュールレアリストへの道
この節の出典:

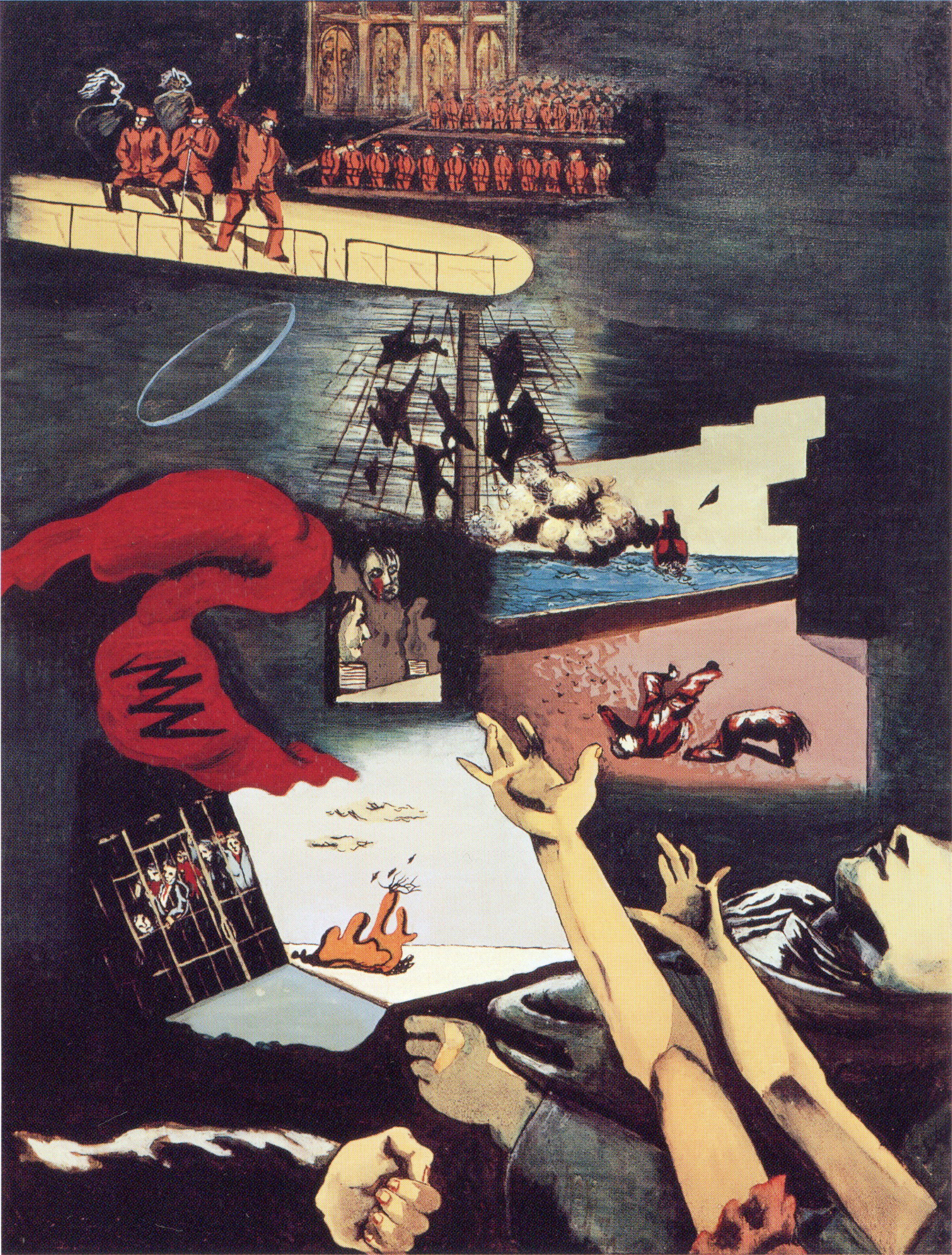
「街頭の殺意」（1940年、宮城県美術館蔵）

1935年（昭和10年） 同盟休校事件（学生ストライキ、矢崎やそのグループ仲間達も参加。）が発生し、帝国美術学校より多摩帝国美術学校（現多摩美術大学の前身、北 昤吉が名誉校長となった。）が分離独立。
同年、小山田二郎、有海千尋、金子親、小島義成、山鹿正純、横山千勝らと前衛美術グループ「L'anima（アニマ）」を結成、アニマとは生命という意味で、「行動主義」を提唱したフランス文学者小松清により名づけられた。小松は帝国美術学校に招かれ幾度も講演会を開いていた。学生達は彼の影響を受け、慕い、小松の家は学生のたまり場となっていた。矢崎も小松の影響を受けていて、アニマや後に結成する動向の仲間たちと提唱した、報告絵画という活動がある。「報告」とは、ある場所を訪れ、そこで起きたことを多くの人に伝える、文学や映画のジャンルで、矢崎達は絵画で表現しようとした。しかもそれにシュルレアリスムの要素を加え、現実のルポルタージュと超現実世界の融合した作品で、白昼(意識的活動の場)において夜(夢、又は無意識の場)を見つめ、両者の関係を「或る意味づけをしめす」ものと考えた。これらは小松の提唱した「行動主義」の影響である。
アニマ第1回洋画展（銀座紀伊国屋画廊）に「絵の具との共同制作」「煙」「朝」を出品。同年に計4回のアニマ洋画展を紀ノ国屋画廊で開催。
1936年（昭和11年）には映画研究会『T映』を浅原清隆、庄司正(日本画科)と発足。同年、四宮潤一、瀧口修造、大塚耕二らの結成した研究団体アヴァン・ガルド芸術家クラブに参加。（瀧口が慶應義塾大学予科在学中1930年にアンドレ・ブルトン〈シュールリアリズムの創始者、彼が一時期共産主義者だった事が、戦時下日本のシュールレアリスト達への弾圧につながった。〉の『超現実主義と絵画』を翻訳。本書は日本における本格的なシュルレアリスムの最初の文献として美術家に広く読まれていた。帝国美術学校のアニマ、動向の仲間たちも、瀧口を敬愛し、影響を受けていた。）そして、また同年、井上愛也・今井康雄・富岡宏資・山鹿正純・浅原清隆と前衛美術グループ「動向」を結成する。
アニマ第5回展に「江東区工業地帯」出品（紀伊国屋画廊）。
動向第1回東京報告絵画展に「日本橋」「二つの銅像」「屋根風景」出品。
1937年（昭和12年）「アトリヱ」誌〈アトリエ社またはアルス〉（第14巻第6号1937年6月号等、数回）に論文が掲載され、シュルレアリスムを理論的に追求しようとする矢崎の哲学が評価された。
1938年（昭和13年）第8回独立美術協会展に「高原の幻影」が入選。
帝国美術学校卒業。
映画会社の就職試験に落ちたため、帰郷し、父源三の紹介で岡谷町立尋常高等小学校代用教員の職につく。
信州文壇社主催、信州美術展第1回洋画展覧会に「湖畔の煙」等が入選。(帰郷後も瀧口修造、大塚耕二らとの交流は続いていた。)

## 戦争、3度の出征

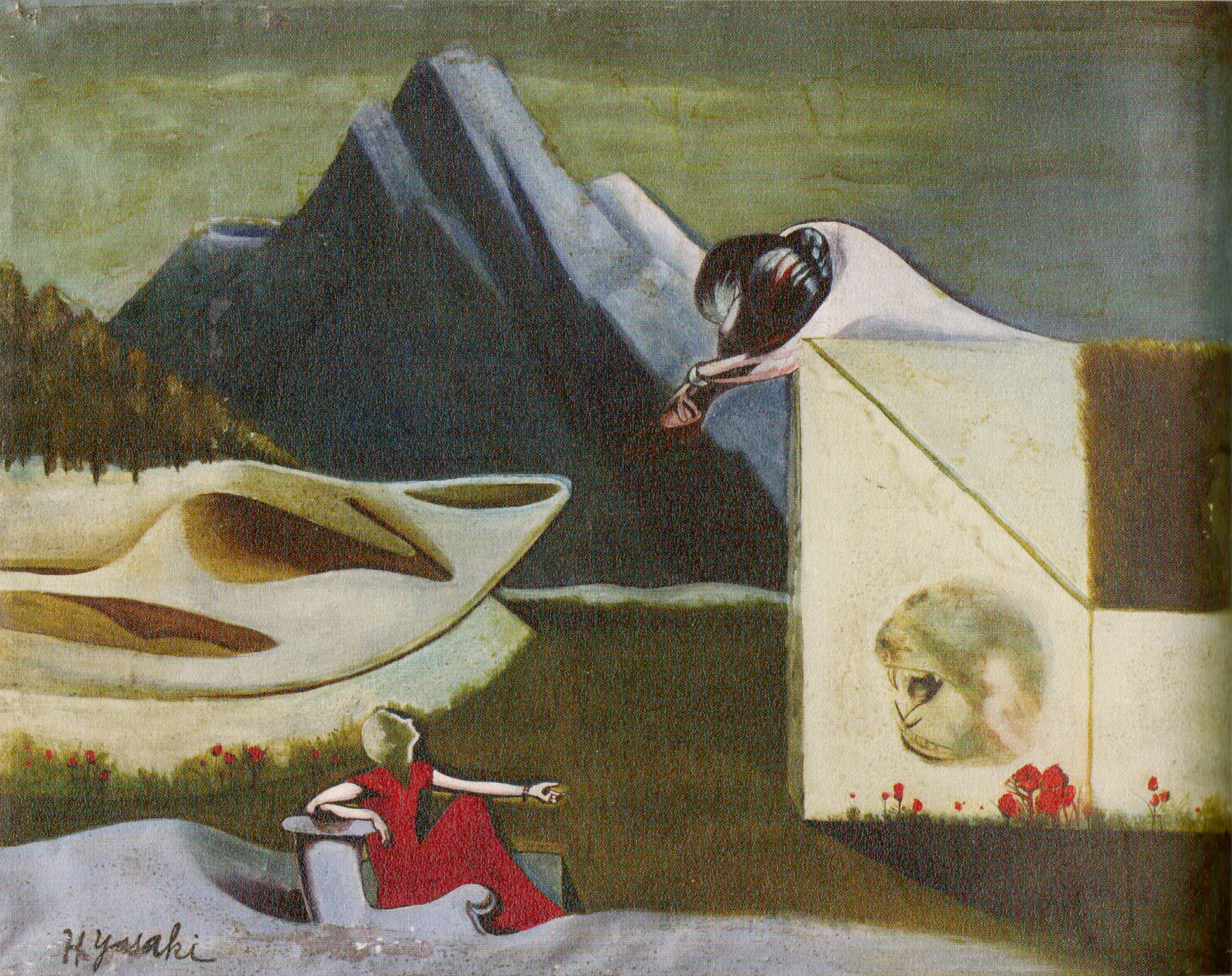
赤衣の女と怪物 (無言館蔵)

1937年（昭和12年）日中戦争勃発。芸術家達にも戦争の暗い影が迫っていた。日本のシュルレアリスムは開戦とともに弾圧されていく。
それだけでなく、二・四事件（長野県全体で起きた教師弾圧事件）によって失われた教職への国家の信頼を取り戻すべく、以降の長野県の教育は、戦争協力体制への著しい傾斜を見せることになった。

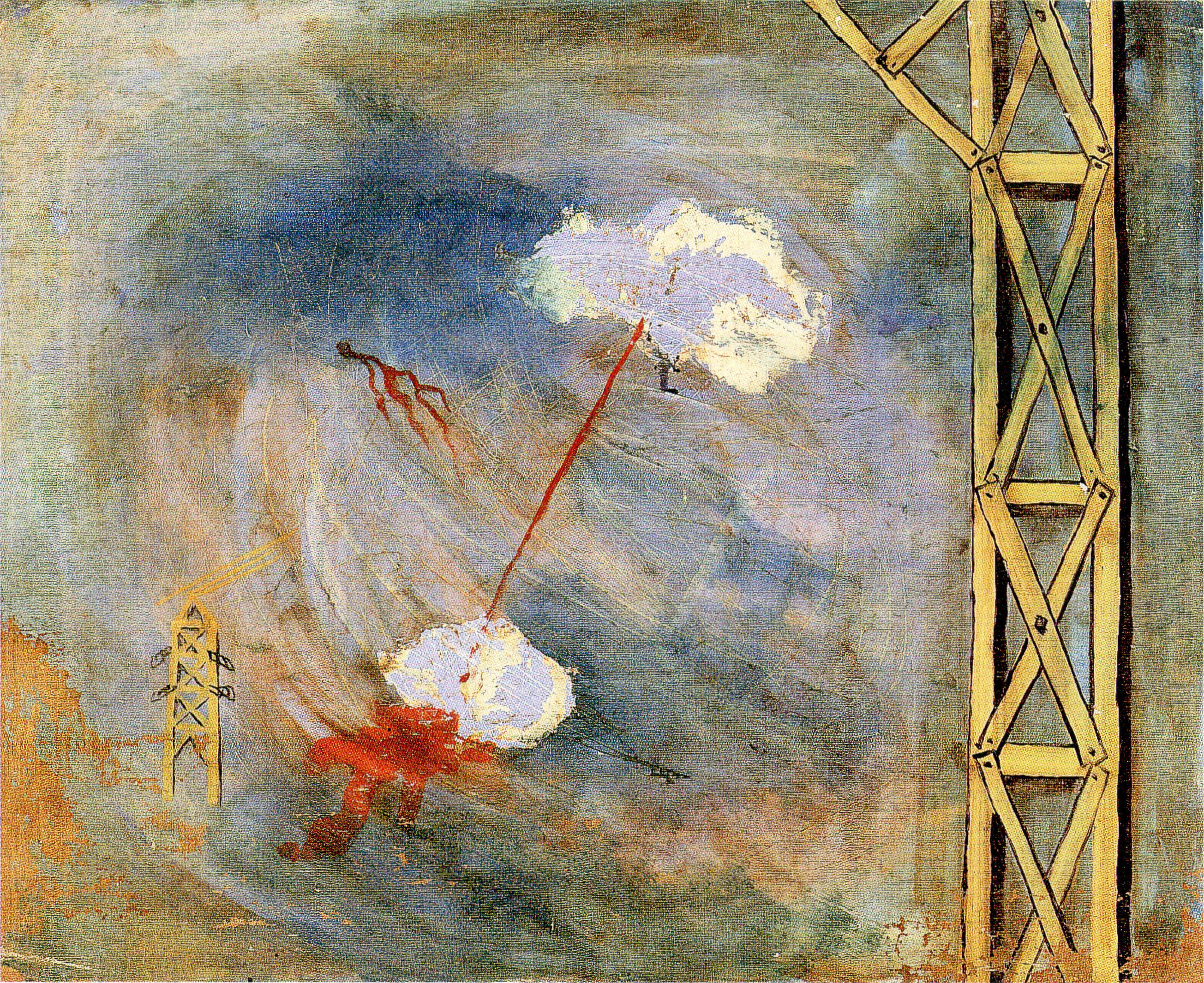
雷（無言館蔵）

1939年（昭和14年）臨時召集により水戸工兵隊に入隊。満州（現在の中国東北部）に出兵。
1940年（昭和15年）召集解除により帰任。
1941年（昭和16年）岡谷中央国民学校の助教員として採用された年、太平洋戦争開戦、臨時召集により出征。
1942年（昭和17年）召集解除により帰任。
1943年（昭和18年）岡谷中央国民学校を体調不良により依願退職。母校である県立諏訪中学校の嘱託教諭となる。後に洋画家となる篠原昭登が4年生の時に、矢崎が出征する前の数回授業を受けた。
第7回一水会展に「早春」が入選。
金沢部隊に召集され3度目の出征。
1944年（昭和19年）2月に乗っていた輸送艦の船底で作業していたところに魚雷攻撃を受けチューク諸島（トラック島）付近で戦死、（トラック島空襲）享年29歳。
矢崎博信と同時期帝国美術学校で学んだ、他の多くの前衛美術家、および画家達も戦火に若い命を散らしていた。
- 浅原清隆　1934年入学　（矢崎の動向の仲間）1945年ビルマで行方不明、30歳。
- 大塚耕二　1934年入学　（矢崎のアヴァン・ガルド芸術家クラブの仲間）1945年フィリピンルソン島にて戦死、享年31歳。
- 森堯之　1934年入学（大塚耕二の絵画グループ「表現」の仲間）　1944年出征中ビルマにて病死、享年29歳。
- 庄司正　1938年卒業(矢崎と浅原の『T映』の仲間)　1944年パプアニューギニアにて戦死、享年28歳。

## 博信死後、または戦後
同時期にトラック島空襲を受けた富士川丸は現在、映画タイタニックの撮影に使われたことから、トラックに沈む艦船の中では世界的に有名となっており、ダイビングスポットとして世界のダイバーに知られている。

## 主な展覧会など
- 1960年、超現実絵画の展開展(東京国立近代美術館)「高原の幻影」出品
- 1966年、近代日本洋画の150年展(神奈川県立近代美術館)「時雨と猿」出品。同年諏訪の美術の先駆者たち展(諏訪市美術館)
- 1972年、郷土の三夭折作家展ー戸田佑暉、矢崎博信、小松秀雄ー(諏訪市美術館)
- 1975年、シュルレアリスム展「高原の幻影」(東京国立近代美術館)
- 1981年、「矢崎博信遺作展」諏訪中時代の同級生の初代茅野市美術館長、北澤敏郎の働きかけにより、開催。展覧会を機に、矢崎の遺族に同美術館へ多数の作品を寄託される[15]。
- 2000年、戦没者回顧矢崎博信展：諏訪市美術館
- 2014年、生誕100年 矢崎博信展 幻想の彼方へ：茅野市美術館[1]
- 2021年、1月9日から3月28日まで三重県立美術館にて「ショック・オブ・ダリ ― サルバドール・ダリと日本の前衛」展が開催されサルバドール・ダリに影響を受けた日本の作家として矢崎博信他、 靉光、浅原清隆、池田龍雄、石井新三郎、小牧源太郎、斎藤長三、島津純一、白木正一、高山良策、難波架空像（香久三）、浜田浜雄、早瀬龍江、尾藤豊、福沢一郎、藤田鶴夫、古沢岩美、森堯之、杉全直、山下菊二、山本昌尚、吉井忠、米倉壽仁、渡辺武の24人とダリの作品が展示され[16]、同年4月24日から6月27日まで諸橋近代美術館でも同展覧会が開催された [17]。
- 2023年12月16日から企画展「『シュルレアリスム宣言』100年[18] シュルレアリスムと日本」が、京都文化博物館にて、開催され福沢一郎、三岸好太郎、北脇昇、靉光らと共に博信の作品も2024年2月4日まで展示された。その後展覧会は、板橋区立美術館（2024年3月2日から4月14日）、三重県立美術館（2024年4月27日から6月30日）に巡回した[19]。
- 2024年、4月11日から茅野市美術館で「生誕110年 矢﨑博信 シュルレアリスムがみせる夢」展開催[20][21]。

## パブリック・コレクション
- 諏訪市美術館 （片倉館敷地内）「高原の幻影」等
- 茅野市美術館（茅野駅併設施設茅野市民館内）「ひまわり幻想」等
- 長野県諏訪清陵高等学校「夕雁」
- 戦没画学生慰霊美術館無言館「雷」等
- 東京国立近代美術館
- 宮城県美術館「街角の殺意」

## 外部サイト
- 長野県博物館協議会ホームページ 信州ミュージアムガイド - 茅野市美術館
- 長野県博物館協議会ホームページ　信州ミュージアムガイド - 無言館
- 多摩美術大学の歴史ホームページ・矢崎博信